# Josef von Halban
Pour les articles homonymes, voir Halban.
 (février 2022).
Si vous disposez d'ouvrages ou d'articles de référence ou si vous connaissez des sites web de qualité traitant du thème abordé ici, merci de compléter l'article en donnant les références utiles à sa vérifiabilité et en les liant à la section « Notes et références ».
Josef von Halban (Vienne, 10 octobre 1870 - Vienne 23 avril 1937) est un gynécologue et un obstétricien autrichien, considéré comme un pionnier dans le domaine des recherches sur les sécrétions ovariennes.

## Biographie
Josef von Halban naît le 10 octobre 1870 à Vienne.
Il est l'époux de la cantatrice Selma Kurz, avec lequel il a eu deux enfants : la cantatrice Désirée von Halban (en) et l'écrivain George Halban (de).